# Rashid Alimov
Pour les articles homonymes, voir Alimov.
Rashid Alimov, né Rashid Qutbiddinovich Alimov également écrit Rashid Qutbiddinovich Olimov, (né le 23 juin 1953 à Stalinabad en RSS du Tadjikistan) est un homme politique et politologue tadjik.

## Biographie

### Carrière politique
Alimov est détenteur d'un doctorat en Sciences politiques. Il a d'abord gradué de l'Université d'État tadjike en 1975 puis de l'Académie des Sciences sociales du Comité central du Parti communiste de l'Union soviétique en 1989. De là, il gradue les échelons jusqu'à devenir ministre des Affaires étrangères de 1992 à 1994. Par la suite, il représente le pays à l'Organisation des Nations unies jusqu'en 2005 puis en Chine jusqu'en 2015.
Il est élu secrétaire général de l'Organisation de coopération de Shanghai du 1er janvier 2016 au 1er janvier 2019 durant un sommet à Oufa, il supervise entre autres l'élargissement de l'organisation en Inde et au Pakistan. Il remplace à ce poste le russe Dmitry Mezentsev, et, à la fin de son mandat, il est remplacé par l'ouzbek Vladimir Norov.

### Carrière académique
En plus de sa carrière politique, Alimov a écrit plusieurs ouvrages et articles scientifiques en lien avec les relations internationales,.

### Vie privée
Alimov est marié et a deux enfants. Il est trilingue tadjik, russe et anglais.